# Marko Hietala
Marko „Marco” Tapani Hietala (ur. 14 stycznia 1966 w Kuopio) – fiński gitarzysta basowy. Założyciel, wokalista i basista popularnego w Finlandii zespołu Tarot. Pisze teksty oraz komponuje muzykę. W latach 2001–2021 występował także w zespole Nightwish, gdzie poza grą udzielał się w niektórych utworach jako wokalista.
Na początku lat 80. wraz ze swoim bratem, Zacharym założył zespół Purgatory, który wkrótce zmienił nazwę na Tarot. Pierwsza płyta The Spell of Iron została wydana w roku 1986. Jego zespół szybko zyskał dużą popularność.
Do grupy Nightwish dołączył w październiku 2001, zastępując Samiego Vänskä. Był już wówczas znanym w Finlandii muzykiem, miał za sobą występy w grupach takich jak Sinergy, Metal Gods czy Conquest.
W lecie 2007 razem z trzema innymi fińskimi wokalistami metalowymi założył grupę Northern Kings wykonującą metalowe covery znanych przebojów. Od marca 2009 jest wokalistą w zespole Sapattivuosi, wykonującym piosenki Black Sabbath po fińsku.
12 stycznia 2021 Marko Hietala ogłosił, że odchodzi z zespołu oraz wycofuje się z życia publicznego. Jako główny powód podał konieczność poszukania nowych inspiracji oraz problemy zdrowotne, m.in. związane z depresją. W swoim oświadczeniu odniósł się także do problemów, jakie dotykają branżę muzyczną i które również miały wpływ na jego decyzję.
Marko Hietala ma trójkę dzieci - dwóch synów bliźniaków z pierwszego małżeństwa oraz córkę z drugą żoną Camilą. Obecnie mieszka w Hiszpanii.

## Dyskografia
- After Forever – Remagine (2005, gościnnie śpiew)
- Marko Hietala – Mustan sydämen rovio (2019)

## Filmografia
- Promised Land of Heavy Metal (2008, film dokumentalny, reżyseria: Kimmo Kuusniemi)[8]